# Ametista (mitologia)
Dioniso por estar irritado com Artemis ordenou que a primeira pessoa que fosse visitá-la em seu templo fosse atacada por suas feras. A primeira moça a visitar Artemis, foi a jovem Ametista que foi morta pelas feras de Dioniso. A deusa sentiu pena da moça e a transformou em uma coluna transparente, e Dioniso arrependido do que havia causado jogou vinho sobre a coluna deixando-a com tons arroxeados.